# Semme
Die Semme ist ein Fluss in Frankreich, der in der Region Nouvelle-Aquitaine verläuft. Sie entspringt im Gemeindegebiet von Saint-Priest-la-Feuille, entwässert generell in westlicher Richtung und mündet nach rund 50 Kilometern im Gemeindegebiet von Droux als rechter Nebenfluss in die Gartempe. Auf ihrem Weg durchquert die Semme die Départements Creuse und Haute-Vienne.

## Orte am Fluss
(Reihenfolge in Fließrichtung)
- Saint-Priest-la-Feuille
- Fromental
- Châteauponsac
- Villefavard
- Droux